# Celso Garcia
Afonso Celso Garcia da Luz (Batatais, 15 de outubro de 1869 — São João da Boa Vista, 30 de maio de 1908) foi um jornalista, advogado e político brasileiro.
Filho de Evaristo José Garcia e de Mariana Garcia da Luz, formou-se em direito pela Faculdade de Direito do Largo São Francisco em 1895. Como jornalista trabalhou em veículos diversos, entre eles  O Estado de S.Paulo. Em 7 de janeiro de 1905 iniciou seu mandato como vereador de São Paulo, sendo reeleito na eleição seguinte, permanecendo no cargo até a sua morte. Na Câmara Municipal, Celso Garcia foi membro da Comissão de Higiene e Saúde Pública e membro da Comissão de Justiça e Polícia. Como vereador foi responsável por criar os bondes especiais para operários e combater as enchentes nas regiões ribeiras. É considerado um defensor dos operários, procurando ampliar os direitos dessa categoria. Com apoio de pequenos proprietários, comerciantes e associações operárias da cidade, Celso Garcia mobilizou o debate acerca da questão da habitação na cidade de São Paulo. Seus discursos na Câmara Municipal de São Paulo chamavam a atenção para o alto número de cortiços e o elevado preço dos aluguéis praticados naquela época, citando como exemplo os mesmos problemas observados em cidades como Buenos Aires e Paris.
Morreu em 30 de maio de 1908 de uma pneumonia dupla, encontra-se enterrado no Cemitério da Consolação.
Depois de um intenso debate dos moradores do Bom Retiro e do Brás, os quais disputavam o nome de Celso Garcia para batizar suas ruas, o segundo bairro paulistano saiu vitorioso. Em sua homenagem a Avenida da Intendência foi batizada de Avenida Celso Garcia, nome oficializado pela Lei nº 1.086, de 15 de julho de 1908. Nessa mesma avenida há um busto de Celso Garcia, feito em bronze e granito, localizado exatamente na Praça Major Guilherme Rudge, no Brás.